# Serrat de l'Horta (Lluçà)
El Serrat de l'Horta és una muntanya de 746 metres que es troba al municipi de Lluçà, a la comarca del Lluçanès.